# Бакачик-Кият
Бакачи́к-Кия́т (крим. Baqaçıq Qıyat, до 2023 року — Комсомо́льське) — селище в Україні, у складі Сімферопольського району Автономної Республіки Крим.
Розташоване в центральній частині АР Крим на річці Салгир, за 11 км від Сімферополя (автошлях Н05). Поблизу селища розташована залізнична станція Сімферополь-Вантажний. Селище засноване в 1956 р.
Селище має 8 вулиць та 5 провулків, є поліклініка і бібліотека. На 2009 рік, за даними міськради, у селищі проживало 3,6 тисячі осіб.

## Історія
На 1842 рік в районі селища розташовувалося село Кара-Кият, що у 1948 році було перейменоване в Замостя, з 1954 року у складі селища Гресівський.
Окреме село Комсомольське засноване 1956 року, рішенням Кримоблвиконкому від 18 липня 1989 передано в підпорядкування Сімферопольської міськради.
Постановою Верховної Ради АР Крим від 30 червня 1993 року селу Комсомольське надали статус селища міського типу і віднесли до Гресовської селищної ради.
У 2015 році селище внесено до переліку населених пунктів, які потрібно перейменувати згідно із законом «Про засудження комуністичного та націонал-соціалістичного (нацистського) тоталітарних режимів в Україні та заборону пропаганди їхньої символіки».
12 травня 2016 року постановою Верховної Ради України № 1352-VIII селище перейменоване в Бакачик-Кият відповідно до вимог закону «Про засудження комуністичного та націонал-соціалістичного (нацистського) тоталітарних режимів в Україні та заборону пропаганди їхньої символіки». Постанова набрала чинности у 2023 році.

## Транспорт
Окрім залізниці Бакачик-Кият пов'язане з Сімферополем тролейбусною лінією і маршрутними таксі.
Маршрутки: 100,101,105,112,113,149,174,175. Тролейбус: № 9,17,20.

## Населення
За даними перепису населення 2001 року, у селищі мешкало 4279 осіб. Мовний склад населення села був таким:
| Мова              | Число ос. | Відсоток |
| ----------------- | --------- | -------- |
| українська        | 153       | 3,58     |
| російська         | 4067      | 95,05    |
| кримськотатарська | 42        | 0,98     |
| білоруська        | 3         | 0,07     |
| молдавська        | 2         | 0,05     |